# Tutaibo niger
Tutaibo niger là một loài nhện trong họ Linyphiidae.
Loài này thuộc chi Tutaibo. Tutaibo niger được Octavius Pickard-Cambridge miêu tả năm 1882.